# 大阪府の府道一覧
大阪府の府道一覧（おおさかふのふどういちらん）は、大阪府内を通る府道の一覧である。

## 概要
現行の府道番号は1984年（昭和59年）3月に白紙改正で施行された（主要地方道43路線、一般府道は101 - 260、401 - 403の163路線）。
その後、1994年（平成6年）4月1日に隣接府県とまたがる路線の番号統一に伴う改正が行われ、3・22・23・25・37が欠番となった。
主要地方道、一般府道ともに北部で番号が若く、南下するほど番号が大きくなる付け方である（和歌山県道なども同様）。
阪神高速道路の路線には府道番号を割り当てていない。

## 主要地方道（1 - 99）
- 1 茨木摂津線
  - （元・大阪内環状線（現・国道479号））。
- 2 大阪中央環状線（中環）
- 3 欠番
  - （元・園部能勢線。現・54号）
- 4 茨木能勢線（元・池田亀岡線（現・国道423号の一部））
- 5 大阪港八尾線
  - （元・川西園部線（現・国道477号の一部））
- 6 枚方亀岡線
- 7 枚方大和郡山線
  - （元・豊中亀岡線。現・43号）
- 8 大阪生駒線（阪奈道路）。
  - 元・茨木亀岡線。現・46号）
- 9 箕面池田線（山麓線）
- 10 大阪池田線（みてじま筋、空港線）
- 11 大阪国際空港線
- 12 堺大和高田線（ヤマタカ線）
  - （元・伊丹豊中線。現・99号）
- 13 京都守口線（旧1号線）
- 14 大阪高槻京都線（現道とバイパスがあり、バイパスは十三高槻線）
- 15 八尾茨木線
- 16 大阪高槻線（鳥飼街道）
- 17 枚方高槻線
- 18 枚方交野寝屋川線
- 19 茨木寝屋川線
- 20 枚方富田林泉佐野線（枚富線）
- 21 八尾枚方線（ヤオヒラ）
- 22 欠番
  - （元・枚方大和郡山線。現・7号）
- 23 欠番
  - （元・大阪生駒線。現・8号）
- 24 大阪東大阪線
- 25 欠番
  - （元・堺大和高田線。現・12号）
- 26 大阪狭山線
- 27 柏原駒ヶ谷千早赤阪線
- 28 大阪高石線（ときはま線）
- 29 大阪臨海線
- 30 大阪和泉泉南線（通称13号線）
- 31 堺羽曳野線
- 32 美原太子線
- 33 富田林太子線
- 34 堺狭山線（泉北1号線の一部）
- 35 堺富田林線
- 36 泉大津美原線
- 37 欠番
  - （元・堺かつらぎ線。現・61号）
- 38 富田林泉大津線
  - （元・和泉富田林線と222号信太山停車場線が1994年に統合。泉北1号線の一部を含む）
- 39 岸和田港塔原線
  - （元・泉大津粉河線。現在は国道480号の一部）
- 40 岸和田牛滝山貝塚線
- 41 大阪伊丹線（なにわ筋、十三筋）
  - （元・泉佐野打田線。現・62号）
- 42 住吉八尾線（大阪市内区間のみ主要地方道。同市平野区の一部区間および同市外は府道179号に指定）
  - （元・泉佐野岩出線。現・63号）
- 43 豊中亀岡線
  - （元・岬加太港線。現・65号）
- 44 - 45 路線指定なし
- 46 茨木亀岡線
- 47 - 53 路線指定なし
- 54 園部能勢線
- 55 - 60 路線指定なし
- 61 堺かつらぎ線（泉北2号線、蔵王街道）
- 62 泉佐野打田線（犬鳴街道）
- 63 泉佐野岩出線（風吹街道）
- 64 和歌山貝塚線
- 65 岬加太港線
- 66 路線指定なし
- 67 西京高槻線（物集女街道）
- 68 - 70 路線指定なし
- 71 枚方山城線
- 72 - 78 路線指定なし
- 79 伏見柳谷高槻線
- 80 - 98 路線指定なし
- 99 伊丹豊中線
- 番号指定なし 尼崎池田線（兵庫県道13号。大阪府内は全域国道176号と重複しているため。）

### 参考 主要地方道に指定されている大阪市道
以下の14路線が存在する。（五十音順、カッコ内は主な通称名）
1. 赤川天王寺線（上町筋）
2. 大阪環状線（都島通 - 今里筋 - 南港通）
3. 上新庄生野線（城北筋）
4. 九条梅田線
5. 四天王寺巽線（勝山通）
6. 築港深江線（中央大通）
7. 天神橋天王寺線（天神橋筋 - 松屋町筋）
8. 中津太子橋線（城北公園通）
9. 浪速鶴町線（大浪通 - 大正通）
10. 難波境川線（千日前通）
11. 南北線（四つ橋筋）
12. 浜口南港線（住之江通）
13. 福島桜島線（北港通）
14. 福町浜町線（姫島通）

## 一般府道

### 大阪府内のみを通る一般府道
（ただし112号、113号、218号は例外）

#### 101 - 200
- 101 大和田千舟線（元・天王亀岡線。現・731号）
- 102 恵美須南森町線（元・島能勢線。現・602号）
- 103 欠番（元・能勢猪名川線。現・603号）
- 104 宿野下田線
- 105 欠番（元・亀岡能勢線。現・732号）
- 106 吉野下田尻線
- 107 欠番（元・野間出野一庫線。現・604号）
- 108 欠番（元・国崎野間口線。現・605号）
- 109 余野車作線
- 110 余野茨木線
- 111 欠番（元・柚原向日町線。現・733号）
- 112 絹延橋停車場線（兵庫県と越境、兵庫県道の路線番号は185号）
- 113 伊丹池田線（兵庫県と越境）
- 114 忍頂寺福井線
- 115 萩谷西五百住線
- 116 豊能池田線（元・伏見柳谷高槻線。現・79号）
- 117 欠番（元・柳谷島本線。現・734号）
- 118 欠番（元・桜井停車場線。2021年7月8日廃止[1]）
- 119 箕面摂津線
- 120 山田上小野原線
- 121 吹田箕面線
- 122 欠番（元・道祖本摂津線。現在は1号茨木摂津線の一部）
- 123 欠番（元・樫原高槻線。現在は67号西京高槻線）
- 124 欠番（元・桜井駅跡線。2011年9月13日廃止[2]。）
- 125 安満前島線
- 126 総持寺停車場線
- 127 摂津富田停車場線
- 128 欠番（元・高槻停車場線。2010年6月30日廃止[3]。）
- 129 南千里茨木停車場線
- 130 欠番（元・高槻市停車場線。2019年3月31日廃止[4]。）
- 131 岡町停車場線
- 132 高槻茨木線
- 133 鳥飼八丁富田線
- 134 熊野大阪線
- 135 豊中摂津線
- 136 茨木停車場線
- 137 欠番（元・曽根停車場線。2009年3月31日廃止[5]。）
- 138 三島江茨木線
- 139 枚方茨木線
- 140 欠番（元・長尾八幡線。現・735号）
- 141 欠番（元・西宮豊中線。現・606号）
- 142 正雀停車場線
- 143 沢良宜東千里丘停車場線
- 144 杉田口禁野線
- 145 豊中吹田線
- 146 欠番（元・交野久御山線。現・736号）
- 147 正雀一津屋線
- 148 木屋交野線
- 149 木屋門真線
- 150 欠番（元・吹田停車場線。2011年9月13日廃止[6]。）
- 151 相川停車場線
- 152 庄本牛立線
- 153 欠番（元・枚方山城線。現・71号）
- 154 私市太秦線
- 155 北大日竜田線
- 156 金田門真停車場線
- 157 星田停車場線
- 158 守口門真線
- 159 平野守口線
- 160 四條畷停車場線
- 161 深野南寺方大阪線
- 162 大東四條畷線
- 163 野崎停車場線
- 164 欠番（元・中垣内南田原線。現・701号）
- 165 欠番（元・住道停車場線。2010年3月31日廃止[7]。）
- 166 鴻池新田停車場線
- 167 鴻池新田停車場鴻池線
- 168 石切大阪線
- 169 欠番（元・大阪枚岡奈良線。現・702号）
- 170 枚岡停車場線
- 171 欠番（元・河内小阪停車場線。2011年9月13日廃止[8]。）
- 172 布施停車場線
- 173 大阪八尾線
- 174 八尾道明寺線
- 175 欠番（元・服部川久宝寺線。現在は5号大阪港八尾線の一部）
- 176 欠番（元・近鉄八尾停車場線。2012年9月20日廃止[9]。）
- 177 東高安停車場線
- 178 八尾停車場線
- 179 住吉八尾線（大阪市内区間（平野区の一部を除く）は主要地方道住吉八尾線（府道42号））
- 180 欠番（元・加美旭町久宝寺線。現在は5号大阪港八尾線の一部）
- 181 山本黒谷線
- 182 柏村南本町線
- 183 本堂高井田線
- 184 欠番（元・柏原停車場大県線。2024年3月31日廃止[10]。）
- 185 欠番（元・柏原停車場線。2012年5月31日廃止[11]。）
- 186 大阪羽曳野線
- 187 大堀堺線
- 188 郡戸大堀線
- 189 道明寺停車場線
- 190 西藤井寺線
- 191 島泉伊賀線
- 192 我堂金岡線
- 193 欠番（元・香芝太子線。現・703号）
- 194 欠番（元・阪和堺市停車場線。現在は廃止）
- 195 堺港線
- 196 欠番（元・竹内河南線。現・704号）
- 197 深井畑山宿院線
- 198 河内長野美原線
- 199 西鳳東線
- 200 上河内富田林線

#### 201 - 262
- 201 甘南備川向線
- 202 森屋狭山線
- 203 富田林狭山線
- 204 堺阪南線
- 205 欠番（元・石津川停車場線。現在は廃止）
- 206 石津川停車場石津線
- 207 欠番（元・富田林五條線。現・705号）
- 208 堺泉北環状線
- 209 東阪三日市線
- 210 平尾鳳停車場線
- 211 中津原寺元線
- 212 浜寺公園停車場線
- 213 羽衣停車場線
- 214 河内長野千早城跡線
- 215 別所草部線
- 216 和田福泉線
- 217 大野天野線
- 218 河内長野かつらぎ線（和歌山県と越境。将来750号へ変更予定）
- 219 信太高石線
- 220 高石停車場線
- 221 加賀田片添線
- 222 欠番（元・信太山停車場線。現在は38号富田林泉大津線の一部）
- 223 三林岡山線
- 224 欠番（元・泉大津停車場線。現在は廃止）
- 225 大津港線
- 226 父鬼和気線
- 227 和気岸和田線
- 228 槇尾山仏並線
- 229 田治米忠岡線
- 230 春木岸和田線
- 231 春木大町線
- 232 欠番（元・和泉大宮停車場線、2014年3月31日廃止[12]。）
- 233 欠番（元・塔原岸城線。現在は39号岸和田港塔原線の一部）
- 234 欠番（元・東岸和田停車場線。2010年3月26日廃止[13]。）
- 235 欠番（元・岸和田停車場線。現在は廃止）
- 236 欠番（元・岸和田港線。現在は39号岸和田港塔原線の一部）
- 237 東貝塚停車場線
- 238 欠番（元・貝塚停車場線。2007年8月1日廃止[14]。）
- 239 水間和泉橋本停車場線
- 240 和泉橋本停車場線
- 241 泉佐野熊取線（元・貝塚熊取線と府道244・245号が統合）
- 242 欠番（元・二色浜公園線。現在は64号和歌山貝塚線の一部）
- 243 欠番（元・布施屋貝塚線。現在は64号和歌山貝塚線の一部）
- 244 欠番（元・鶴原停車場貝田線。現在は241号泉佐野熊取線の一部）
- 245 欠番（元・鶴原停車場線。現在は241号泉佐野熊取線の一部）
- 246 欠番（元・熊取停車場線。2013年6月17日廃止[15]。）
- 247 土丸栄線
- 248 日根野羽倉崎線
- 249 欠番（元・ 泉佐野停車場線。2017年3月31日廃止[16]。）
- 250 鳥取吉見泉佐野線
- 251 新家田尻線
- 252 大苗代岡田浦停車場線
- 253 岡田浦停車場線
- 254 和泉砂川停車場線
- 255 樽井停車場樽井線
- 256 東鳥取南海線
- 257 欠番（元・自然田鳥取荘停車場線。2017年3月31日廃止[17]、現・一部を除き261号として再指定[18][19]。）
- 258 尾崎停車場線
- 259 淡輪停車場線
- 260 欠番（元・木ノ本岬線。現・751号）
- 261 自然田鳥取線（元・257号の大部分[17][19]）
- 262 清州大県線（2024年3月29日認定[20]）

#### 401 - 403（現在は欠番）
- 401 欠番（元・杉生能勢線。現・601号）
- 402 欠番（元・川尻吉川線。計画段階のまま消滅。現在も豊能町二級町道吉川川尻線のまま）
- 403 欠番（元・大岩上河原線。現在は1号茨木摂津線の一部）

### 601号 - 606号（兵庫県との越境路線）
- 601 杉生能勢線
- 602 島能勢線
- 603 能勢猪名川線
- 604 野間出野一庫線
- 605 国崎野間口線
- 606 西宮豊中線

### 701 - 705（奈良県との越境路線）
- 701 中垣内南田原線
- 702 大阪枚岡奈良線
- 703 香芝太子線
- 704 竹内河南線
- 705 富田林五條線

### 731 - 736（京都府との越境路線）
- 731 天王亀岡線
- 732 亀岡能勢線
- 733 柚原向日線
- 734 柳谷島本線
- 735 長尾八幡線
- 736 交野久御山線

### 751 - 752（和歌山県との越境路線）
- 751 木ノ本岬線
- 752 和歌山阪南線（2016年12月27日認定[21][22]。）

### 自転車道（800番台）
- 801 大阪吹田自転車道線
- 802 八尾河内長野自転車道線
- 803 旭西淀川自転車道線
- 804 北河内自転車道線

### 自動車専用道
自動車専用の一般府道（すべて阪神高速道路の路線）には府道番号は現在割り当てられていない。
- 高速大阪西宮線（阪神高速3号神戸線）
- 高速湾岸線（阪神高速4号湾岸線・阪神高速5号湾岸線）
- 高速大和川線（阪神高速6号大和川線）
- 高速大阪池田線（阪神高速1号環状線・阪神高速11号池田線）
- 高速大阪守口線（阪神高速12号守口線）
- 高速大阪東大阪線（阪神高速13号東大阪線・阪神高速16号大阪港線） ※2019年（平成31年）4月1日以降、東大阪JCT - 水走ランプは国道163号 東大阪線と重複
- 高速大阪松原線（阪神高速14号松原線）
- 高速大阪堺線（阪神高速15号堺線）